# Christian Ehrhoff

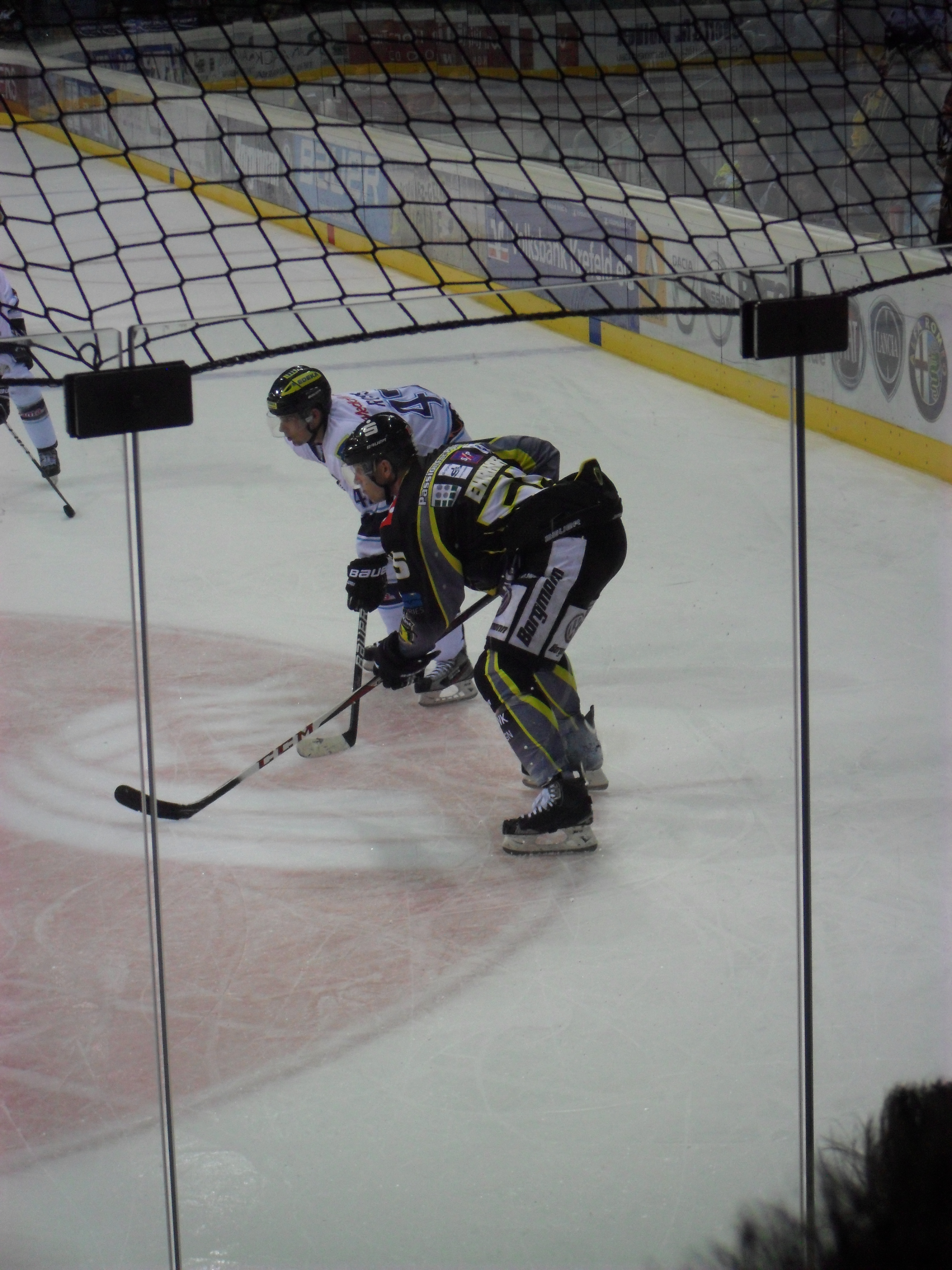
Christian Ehrhoff tijdens de NHL Lock-out in het shirt van Krefeld Pinguine

Christian Ehrhoff (Moers, 6 juli 1982) is een Duitse ijshockeyer.
Hij speelt sinds 2011 als verdediger voor de Buffalo Sabres in de NHL. Zijn professionele carrière begon Ehrhoff in 1999 bij de Krefeld Pinguine in de DEL. In seizoen 2002-2003 is hij Duits landskampioen geworden met Krefeld. Na dat seizoen vertrok hij naar Amerika waar hij onder andere voor de San Jose Sharks en de Vancouver Canucks heeft gespeeld. Christian Ehrhoff is ook een Duits international. Tijdens de NHL Lock-out 2012 speelde hij tijdelijk in Duitsland voor zijn oude team, Krefeld Pinguine. Ehrhoff nam deel aan de Olympische Winterspelen van 2018.
- Gemeinsame Normdatei: 1159928843
- Virtual International Authority File: 1704152744565627850005